# Pierre de Fermat
Pierre de Fermat (Beaumont-de-Lomagne, Francia; 17 de agosto de 1601-Castres, Francia; 12 de enero de 1665) fue un jurista y matemático francés. Fermat fue junto con René Descartes y Johannes Kepler uno de los principales matemáticos de la primera mitad del siglo XVII.
Joseph-Louis Lagrange afirmó claramente que consideraba a Fermat como el inventor del cálculo. Fermat fue cofundador de la teoría de probabilidades junto a Blaise Pascal e independientemente de Descartes, descubrió el principio fundamental de la geometría analítica. Sin embargo, es más conocido por sus aportaciones a la teoría de números en especial por el conocido como último teorema de Fermat, que preocupó a los matemáticos durante aproximadamente 350 años, hasta que fue demostrado en 1995 por Andrew Wiles ayudado por Richard Taylor sobre la base del teorema de Shimura-Taniyama.

## Biografía

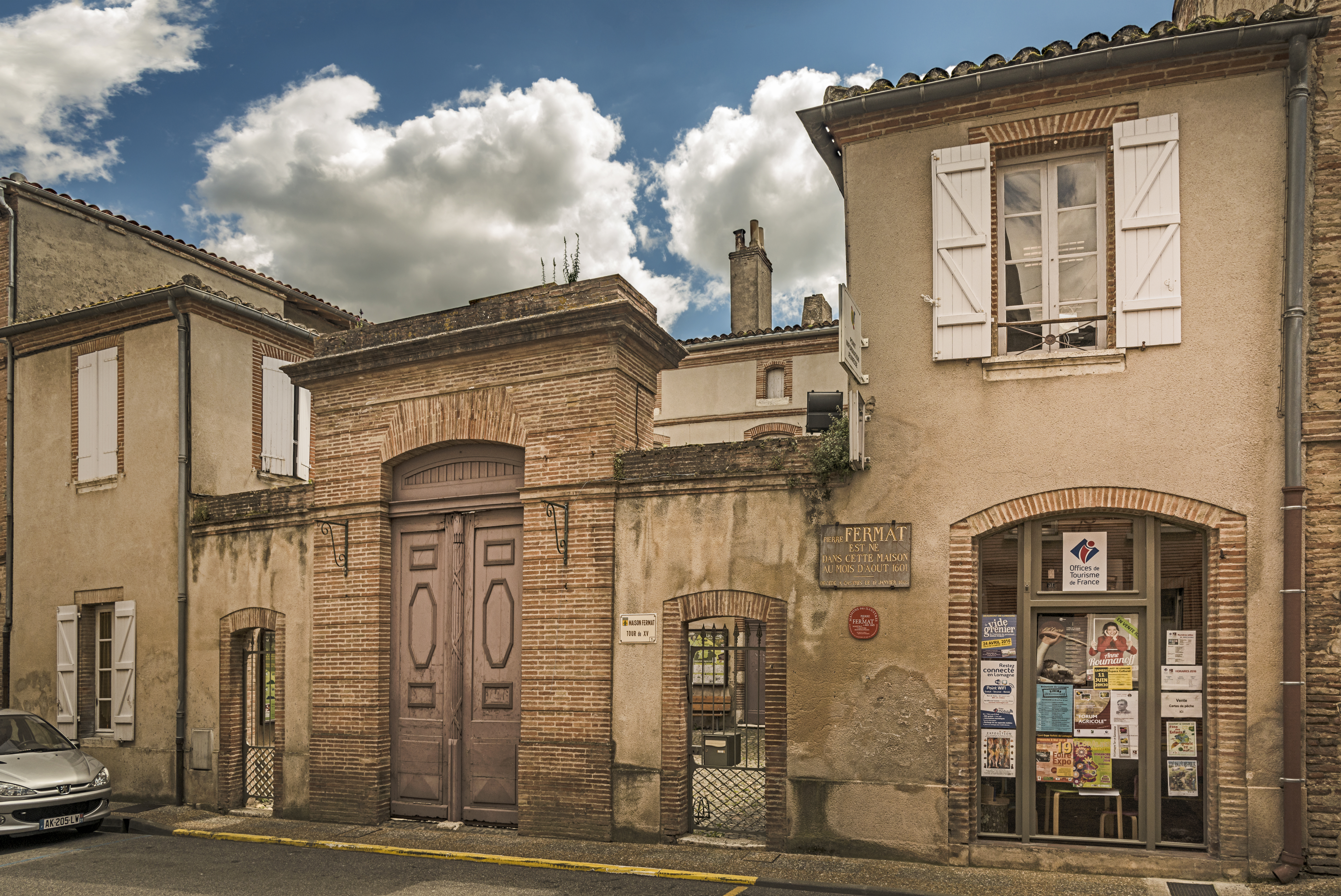
Hôtel Fermat - Beaumont-de-Lomagne.

Fermat nació en la primera década del siglo XVII en Beaumont-de-Lomagne, Francia; la mansión de finales del siglo XV donde nació Fermat actualmente es un museo. Era originario de Gascuña, donde su padre, Dominique Fermat (un acaudalado mercader dedicado al comercio del cuero) sirvió durante tres períodos de un año como uno de los cuatro cónsules de Beaumont-de-Lomagne. Su madre se llamaba Claire de Long, hija de Clément de Long seigneur de Barès (antes de 1607). Pierre tenía un hermano y dos hermanas, casi con seguridad se crio en su ciudad natal. La casa natal del matemático (que hoy alberga la oficina de turismo) está bien identificada: fue ocupada, de 1577 a 1707, por cuatro generaciones de Fermat. Sin embargo, se desconoce dónde recibió Pierre de Fermat su educación escolar, pero probablemente fue en el Colegio de Navarra de París en Montauban.. Posteriormente estudió Derecho en la Universidad de Toulouse.

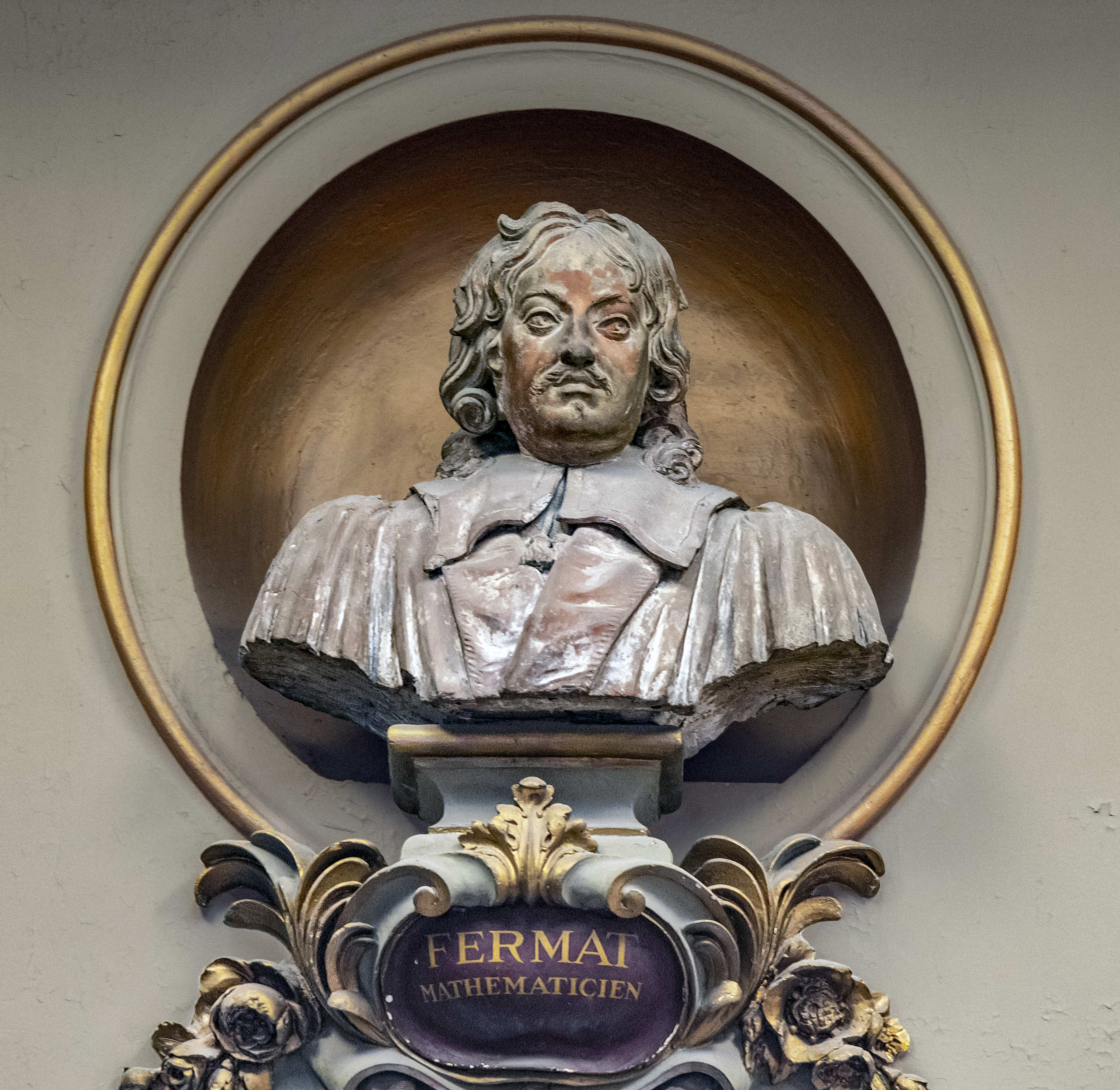
Busto en la Sala Henir-Martin en el Capitolio de Toulouse

Asistió a la Universidad de Orleans desde 1623 y recibió un título de bachiller en derecho civil en 1626, antes de pasar a Burdeos, donde comenzó sus primeras investigaciones matemáticas serias, y en 1629 dio una copia de su revisión de la obra de Apolonio De Locis Planis a uno de los matemáticos locales. Hay constancia de que en Burdeos estuvo en contacto con Jean de Beaugrand, y durante esta época produjo un trabajo importante sobre los extremos de una función, que entregó a Étienne d'Espagnet, quien claramente compartía intereses matemáticos con Fermat. Allí se vio muy influenciado por el trabajo de François Viète.
En 1630, compró la oficina de un concejal en el Parlamento de Toulouse, uno de los altos tribunales de la Judicatura en Francia, y fue juramentado por el Grand Chambre en mayo de 1631. Ocupó esta oficina por el resto de su vida. De este modo, Fermat tuvo derecho a cambiar su nombre de Pierre Fermat a Pierre de Fermat. Hablante fluido en seis idiomas (francés, latín, occitano, griego clásico, italiano y español), Fermat fue elogiado por sus versos escritos en varios idiomas y su consejo fue frecuentemente requerido respecto a la revisión de textos griegos.

### Fermat y la academia de Mersenne
Ya en 1636, comenzó a cartearse con Marin Mersenne, y en su primera carta le preguntó qué innovaciones habían aparecido en matemáticas en los últimos cinco años. Ese mismo año publicó su traducción de Apolonio de Perga, De Locis planis, Des lieux plans. En 1638, presenta al público su método de los mínimos. El 18 de enero, Descartes le atacó en una carta a Mersenne por su pasión, que compartía con Viète, Ghetaldi y Snell, por restaurar a los griegos.
Aunque no parece haber ido a París, sus amigos matemáticos le representaron ante Mersenne. Eran Beaugrand, Étienne Pascal y Roberval a quienes pidió que apoyaran sus ideas cuando, en 1640, se produjo la primera controversia con Descartes sobre la óptica.
Mantuvo correspondencia con Torricelli, Carcavi, John Wallis, William Brouncker, Frénicle... Como exigía sistemáticamente pruebas de las teorías que proponía, esta exigencia suscitó a veces la cólera de los demás hacia él. Al respecto le escribió a Mersenne: Me resulta tan difícil escribir mis demostraciones que me conformo con haber descubierto la verdad y conocer los medios para probarla cuando tengo tiempo para hacerlo.. Y a Roberval: No dudo que la cosa podría haberse pulido más, pero soy el más perezoso de todos los hombres.
Al año siguiente, Descartes provocó otra disputa sobre la generalidad del método de Fermat (el método de máximos y mínimos) para determinar correctamente las tangentes de una curva algebraica. Esto se hizo de nuevo por mediación de Mersenne. Roberval y Étienne Pascal, que estaban convencidos del método de Fermat, aunque no estuvieran muy familiarizados con él, se pusieron de su parte, mientras que Descartes contaba con el apoyo de Claude Mydorge y Claude Hardy.
Para poner fin a la polémica, Fermat envió a Descartes una carta en la que describía con más precisión su método, carta que comienza con estas palabras:
El método general para hallar las tangentes de las rectas curvas merece ser explicado más claramente de lo que parece haber sido.
Descartes responde:
No me ha alegrado menos recibir la carta por la que me hacéis el favor de prometerme vuestra amistad, que si hubiera venido de una amante cuyas gracias hubiera deseado apasionadamente. [...] Y viendo la última manera que usáis para hallar las tangentes de las rectas curvas, no tengo nada más que decir a ella, excepto que es muy buena y que si la hubierais explicado al principio de esta manera, yo no la habría contradicho en absoluto.
Descartes reconocía así la relevancia del método de Fermat, que más tarde se convertiría en el fundamento del diferencial.

### Impronta
Comunicó la mayor parte de su trabajo en cartas a amigos, a menudo con poca o ninguna prueba de sus teoremas. En algunas de estas cartas a sus amigos, exploró muchas de las ideas fundamentales del cálculo antes que Newton o Leibniz. Fermat era un experto abogado que hacía de las matemáticas más un pasatiempo que una profesión. Sin embargo, hizo importantes contribuciones a la geometría analítica, la probabilidad, la teoría de números y el cálculo. El secretismo era común en los círculos matemáticos europeos de la época. Esto naturalmente condujo a disputas acerca de la prioridad de algunos descubrimientos con sus contemporáneos, como Descartes y Wallis.
Anders Hald escribe que "La base de las matemáticas de Fermat fueron los tratados griegos clásicos combinados con los métodos de François Viète".
Pierre de Fermat murió el 12 de enero de 1665 en Castres, en el departamento actual de Tarn.

## Obras matemáticas

### Espiral de Fermat
También conocida como espiral parabólica, es una curva que responde a la siguiente ecuación en coordenadas polares:
{\displaystyle r=\pm \theta ^{1/2}\,}
Es un caso particular de la espiral de Arquímedes.

### Números amigos
Dos números amigos son dos números naturales a y b tales que a es la suma de los divisores propios de b, y b es la suma de los divisores propios de a. (La unidad se considera divisor propio, pero no lo es el mismo número).
En 1636, Fermat descubrió que 17 296 y 18 416 eran una pareja de números amigos, además de redescubrir una fórmula general para calcularlos, conocida por Tabit ibn Qurra, alrededor del año 850.

### Números primos
Un número de Fermat es un número natural de la forma:
{\displaystyle F_{n}=2^{2^{n}}+1}
donde n es natural.
Pierre de Fermat conjeturó que todos los números naturales de esta forma con n natural eran números primos, pero Leonhard Euler probó que no era así en 1732. En efecto, al tomar n=5 se obtiene un número compuesto:
{\displaystyle F_{5}=2^{2^{5}}+1=2^{32}+1=4294967297=641\cdot 6700417\;}

### Teorema sobre la suma de dos cuadrados
El teorema sobre la suma de dos cuadrados afirma que todo número primo p, tal que p-1 es divisible entre 4, se puede escribir como suma de dos cuadrados. El 2 también se incluye, ya que 12+12=2. Fermat anunció su teorema en una carta a Marin Mersenne fechada el 25 de diciembre de 1640, razón por la cual se le conoce también como Teorema de navidad de Fermat

### Pequeño teorema de Fermat
El pequeño teorema de Fermat, referente a la divisibilidad de números, afirma que, si se eleva un número a a la p-ésima potencia y al resultado se le resta a, lo que queda es divisible por p, siendo p un número primo con a y p coprimos. Su interés principal está en su aplicación al problema de la primalidad y en criptografía.

### Último teorema de Fermat
Pierre de Fermat acostumbraba a escribir las soluciones a los problemas en el margen de los libros. Una de las notas que escribió en su ejemplar del texto griego de la Arithmetica de Diofanto de Alejandría (editada por Claude Gaspard Bachet de Méziriac en 1621) dice lo siguiente:

Cubum autem in duos cubos, aut quadratoquadratum in duos quadratosquadratos, et generaliter nullam in infinitum ultra quadratum potestatem in duos ejusdem nominis fas est dividere: cujus rei demonstrationem mirabilem sane detexi. Hanc marginis exiguitas non caperet.
Es imposible encontrar la forma de convertir un cubo en la suma de dos cubos, una potencia cuarta en la suma de dos potencias cuartas, o en general cualquier potencia más alta que el cuadrado, en la suma de dos potencias de la misma clase. He descubierto para el hecho una demostración excelente. Pero este margen es demasiado pequeño para que (la demostración) quepa en él.
Pierre de Fermat

Esta afirmación, más tarde ya conocida como Último teorema de Fermat, se convirtió en uno de los teoremas más importantes en matemáticas. No se sabe si Fermat halló realmente la demostración, ya que no dejó rastro de ella para que otros matemáticos pudiesen verificarla. Este problema matemático mantuvo en vilo a los matemáticos durante más de tres siglos (se dice que, frustrado, Euler incluso pidió a un amigo que registrara de arriba abajo la casa de Fermat en busca de la demostración), hasta que en 1995 Andrew Wiles ayudado por Richard Lawrence Taylor pudo demostrar el teorema. Wiles utilizó para ello herramientas matemáticas que surgieron mucho después de la muerte de Fermat, de forma que este debió de encontrar la solución por otro camino, si es que lo hizo. En cualquier caso, tenía razón.

## Forma de trabajo

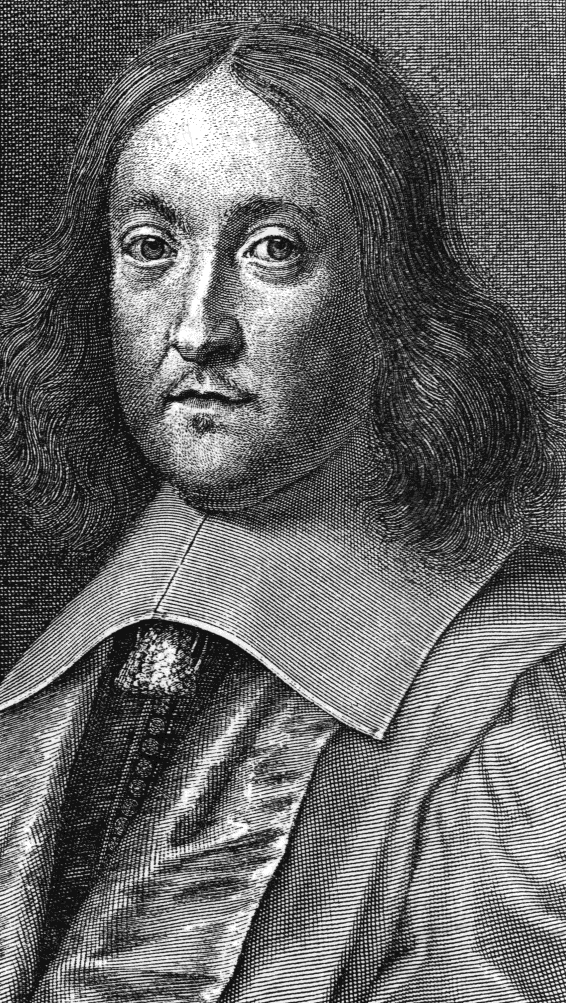
Retratos de hombres de Francia, Grabados de matemáticos, Pierre de Fermat

Hombre erudito y embebido en la cultura clásica grecorromana, era enciclopédico por la amplitud de su bagaje. Hacía anotaciones en los márgenes de los libros que leía, con observaciones y esbozos de demostraciones. No era matemático profesional ni escribía libros. Era de su interés el saber humano de su tiempo. Envía cartas de sus hallazgos o inquietudes, tuvo como mentor y difusor al padre Mersenne, y, en vez de formalizar sus descubrimientos o inventos, posiblemente se dedicaba a especular y daba vuelo a su imaginación desbordante; lanzaba retos mediante problemas cuya solución poseía. Polemizó con Descartes sobre el caso de La Dioptrique, obra de este. Ante la incomodidad de Descartes, Fermat envió una prueba, haciendo presente que lo que más le importaba era la verdad, y que no le impulsaban el ansia de fama ni la envidia.

## Evaluación de su obra
Junto con René Descartes, Fermat fue uno de los dos matemáticos más importantes de la primera mitad del siglo XVII. Según Peter L. Bernstein, en su libro de 1996 Contra los dioses, Fermat "fue un matemático de rara potencia. Fue un inventor independiente de la geometría analítica, contribuyó al desarrollo temprano del cálculo, investigó sobre el peso de la Tierra y trabajó en la refracción de la luz y la óptica. En el curso de lo que resultó ser una larga correspondencia con Blaise Pascal, realizó una importante contribución a la teoría de la probabilidad. Pero el mayor logro de Fermat fue la teoría de los números" 
En relación con el trabajo de Fermat en el análisis, Isaac Newton escribió que sus propias ideas tempranas sobre el cálculo procedían directamente de "la forma de Fermat de trazar tangentes".
Sobre el trabajo de Fermat en teoría de números, el matemático del siglo XX André Weil escribió que: "lo que poseemos de sus métodos para tratar con curvas de género 1 es notablemente coherente; sigue siendo la base de la teoría moderna de tales curvas. Naturalmente, se divide en dos partes; la primera... puede denominarse convenientemente método de ascenso, en contraste con el descenso que se considera, con razón, propio de Fermat." Respecto al uso de Fermat del ascenso, Weil hizo notar: "La novedad consistió en el uso enormemente extendido que Fermat hizo de él, dándole al menos un equivalente parcial de lo que obtendríamos mediante el uso sistemático de las propiedades de la Teoría de grupos de los puntos racionales en una cúbica estándar." Con su don para las relaciones numéricas y su habilidad para encontrar pruebas para muchos de sus teoremas, Fermat creó esencialmente la teoría moderna de los números.

## Reconocimientos
- Fermat es uno de los pocos matemáticos honrados como epónimo de un asteroide, que lleva la especificación nominal de  (12007) Fermat. También se le ha dado la denominación de Fermat a un cráter lunar de 39 km de diámetro.
- La escuela más antigua y prestigiosa de Toulouse se llama Pierre de Fermat y en ella se imparten clases de ingeniería y comercio. Está situada entre las diez mejores de Francia para clases preparatorias.
- El escultor francés Théophile Barrau hizo una estatua de mármol llamada Hommage à Pierre Fermat como un tributo a Fermat, actualmente en el Capitolio de Toulouse.